# Публій Метілій Сабін Непот
Публій Метілій Сабін Непот (лат. Publius Metilius Sabinus Nepos; 45—118) — державний і військовий діяч Римської імперії, консул-суффект 91 року.

## Життєпис
Походив з роду Метіліїв з м. Альба Лонга. Про молоді роки немає відомостей. У 91 році став консулом-суффектом разом з Квінтом Валерієм Вегетом. З 95 до 98 року керував провінцією Британія як імператорський легат-пропретор. За час своєї каденції заснував міста Ліндум (нині Лінкольн) та Глевум (нині Глостер).
У 105 році увійшов до колегії арвальських братів. Помер у 118 році.

## Родина
- Публій Метілій Непот, консул-суффект 103 року.